# ۱۴۲۱ (قمری)
۱۴۲۱ (قمری)، هزار و چهارصد و بیست و یکمین سال در گاهشماری هجری قمری است. اول محرم این سال برابر با ششم آوریل سال ۲۰۰۰ میلادی است.

## درگذشتگان
- ۱۵ شوال - محمدمهدی شمس‌الدین فقیه شیعه لبنانی
- حسن احقاقی رهبر فرقه شیخیه احقاقی